# أوسكار غارسيا (لاعب كرة طائرة)
أوسكار غارسيا (بالإسبانية: Oscar García)‏ (16 سبتمبر 1995 - ) هو لاعب كرة طائرة فنزويلا.